# Clémence Lefeuvre
Clémence Lefeuvre (née Clémence Aimée Praud le 20 mai 1860 à Saint-Julien-de-Concelles, où elle est morte le 5 novembre 1932) est une restauratrice française, inventrice de la recette du beurre blanc.

## Biographie
Clémence Praud naît dans une maison située sur la rive sud de la Loire, le long de la levée de la Divatte, dans le village de la Chebuette.
Elle prend le nom de Clémence Lefeuvre après son mariage avec Léon Lefeuvre, tailleur de pierre. Après avoir tenu la « Buvette de la marine » avec sa mère, elle ouvre un restaurant dans le village qui l'a vue naître. Cette buvette était un lieu de retrouvaille naturel pour les mariniers, en revenant de leur pêche en Loire, s'arrêtant pour boire un coup et manger un morceau.
Son père décède à ses 12 ans. Sa mère est donc veuve très tôt, et c'est tout naturellement que Clémence l'aide à faire le service et en cuisine.
Elles cuisinaient un peu, en toute simplicité, ce que les marins rapportaient. Elles connaissaient bien les pêcheurs du coin, c'était donc naturel de leur pêche à la demande, essentiellement de l'alose, du sandre, du brochet et de la civelle. Les poissons pouvaient être grillés dans le feu de bois ou bien cuits en sauce de beurre fondu et servis à l'assiette dans la salle.
Clémence Aimée Praud devient Clémence Lefeuvre le 4 juillet 1882 et son époux, aidé de Louis Joyer, lui construisit le restaurant que Clémence allait rendre célèbrecomme cadeau de mariage. Clémence a 20 ans et c'est donc dans ce même village de la Chebuette, face à la Loire que son restaurant éponyme naît.
Un jour, trois clients viennent déjeuner dans son établissement ; elle leur accommode le poisson de Loire à la sauce du pays, une sauce au beurre fondu dans un peu de vinaigre, puis ajoute, par la suite, de l’échalote et du poivre blanc : elle nomme cela "beurre blanc",, mais c'est en réalité une très ancienne sauce, la "sauce blanche", déjà présente dans le livre de L.S.R, de 1643.

## La recette du Beurre Blanc de Clémence
(ingrédients pour 4 personnes)
- 2 grosses échalotes grises
- 300 g de beurre salé
- 10 cl de vinaigre de vin
- poivre (si nécessaire en fin de cuisson)

Ciseler finement les échalotes, les faire suer sans coloration 2 à 3 minutes. Mouiller avec le vinaigre. Faire réduire presqu’à sec, puis incorporer le beurre en petits morceaux. Tourner sans interruption afin d’obtenir une émulsion et une sauce onctueuse.

## Hommages
Elle fait partie d'une des rares Nantaises qui a obtenue une Rue à son nom à la suite de la concertation publique en 2015.
La place Clémence-Lefeuvre, à Nantes, est baptisée après une décision du conseil municipal du 7 octobre 2016. Il existe également une route et une cale Clémence-Lefeuvre à Saint-Julien-de-Concelles et une allée Clémence-Lefeuvre à Vertou.
Un prix d'œnologie de la région du Muscadet, dont le jury est féminin, porte son nom.

## Le Prix Clémence Lefeuvre
Clémence Lefeuvre est aussi le prix d'une distinction, un Concours de vin de tous les producteurs et productrices de Muscadet.
C’est en honneur à Clémence, et pour célébrer toutes les femmes qui œuvrent dans le Vignoble Nantais, que les organisateurs du concours ont inventé en 1993 le Grand Prix Clémence-Lefeuvre du nom de l'inventrice du Beurre blanc. L'originalité de ce concours réside sur la composition de ses jurys exclusivement féminins. Celles-ci vont devoir goûter et noter les échantillons prélevés chez les producteurs et productrices.
Le jury : il y a trois niveaux de jury
-       les consommatrices (60 femmes, premier jury), elles se réunissent un samedi matin, sur la centaine de muscadets qu’elles vont goûter, elles vont en exclure la moitié.
-       les professionnelles (15 femmes), œnologues, vigneronnes, sommelières, restauratrices, elles se réunissent un lundi matin après le premier jury, pour déguster la cinquantaine de vins restant, elles vont désigner 11 vins restant, chaque table garde 2 vins (et ils en sauvent un onzième à chaque fois au global). Ces vins sont ensuite analysés pour vérifier qu’ils ont bien les critères de l’appellation.
-       le super jury (5 femmes), mercredi ou jeudi suivant, des professionnelles du vin, une personnalité (cette année la présidente de la région Pays de la Loire), une consommatrice (souvent en rapport avec le lieu où ils se trouvent), elles sont réunis le mercredi ou jeudi suivant pour désigner les gagnants du prix.

## Galerie

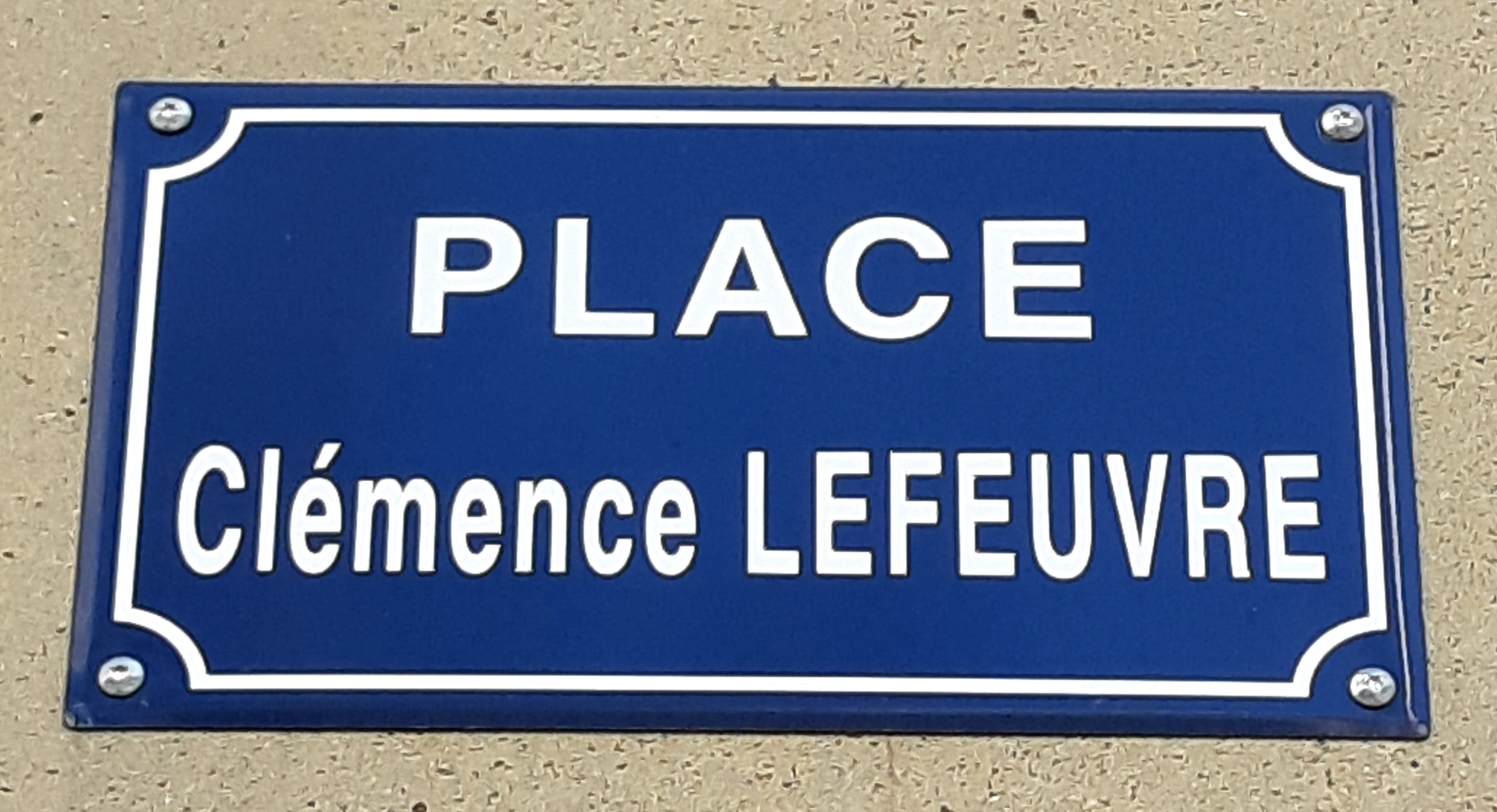
Panneau Place Clémence Lefeuvre, à Nantes
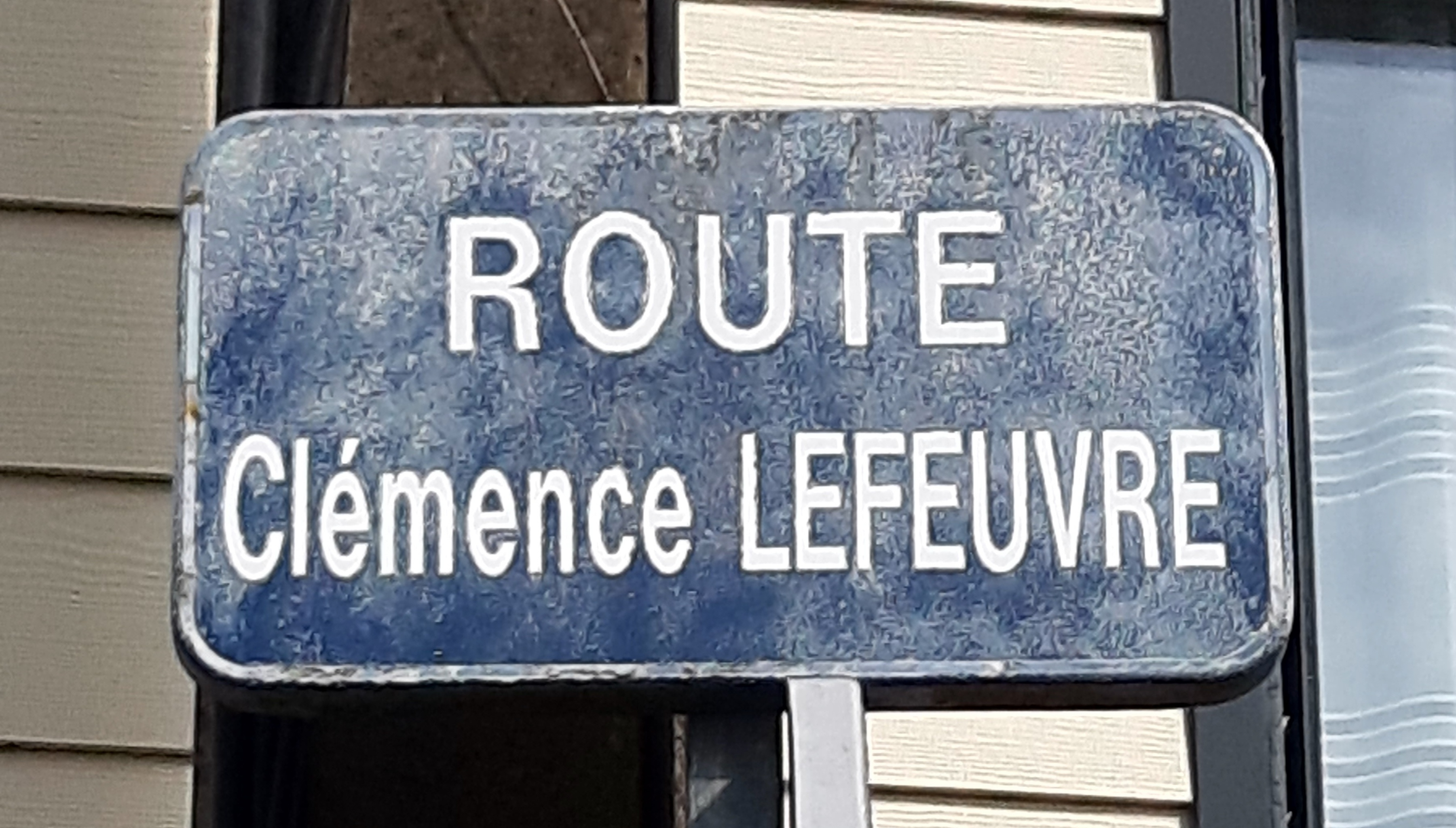
Panneau routier Clémence Lefeuvre, à Saint-Julien-de-Concelles
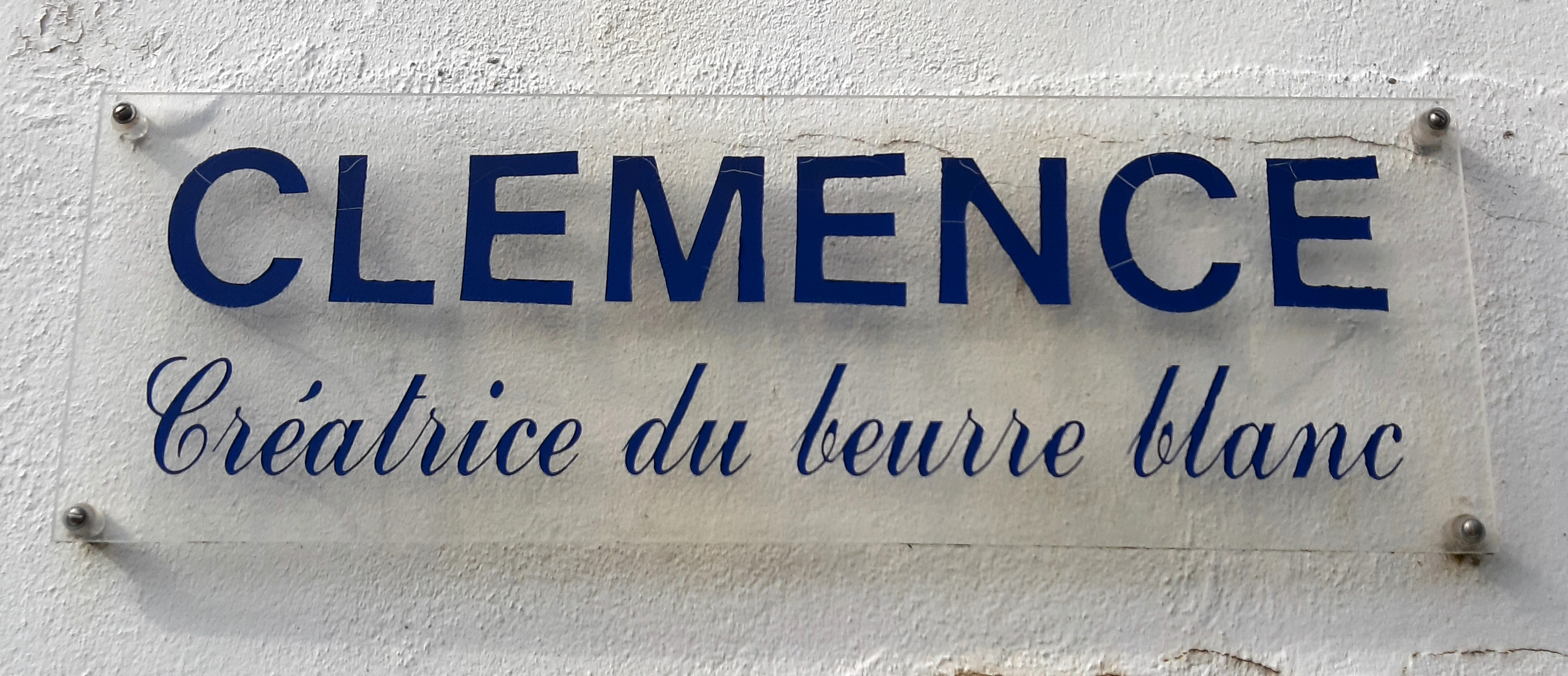
Restaurant Chez Clémence, à Saint-Julien-de-Concelles